# 1996 Adams
Az 1996 Adams (ideiglenes jelöléssel 1961 UA) a Naprendszer kisbolygóövében található aszteroida. Indianai Egyetem fedezte fel 1961. október 16-án.